# Penelle
G. Penelle war ein französischer Hersteller von Automobilen.

## Unternehmensgeschichte
Das Unternehmen aus Melun begann 1900 mit der Produktion von Automobilen. Der Markenname lautete Penelle. 1901 endete die Produktion.

## Fahrzeuge

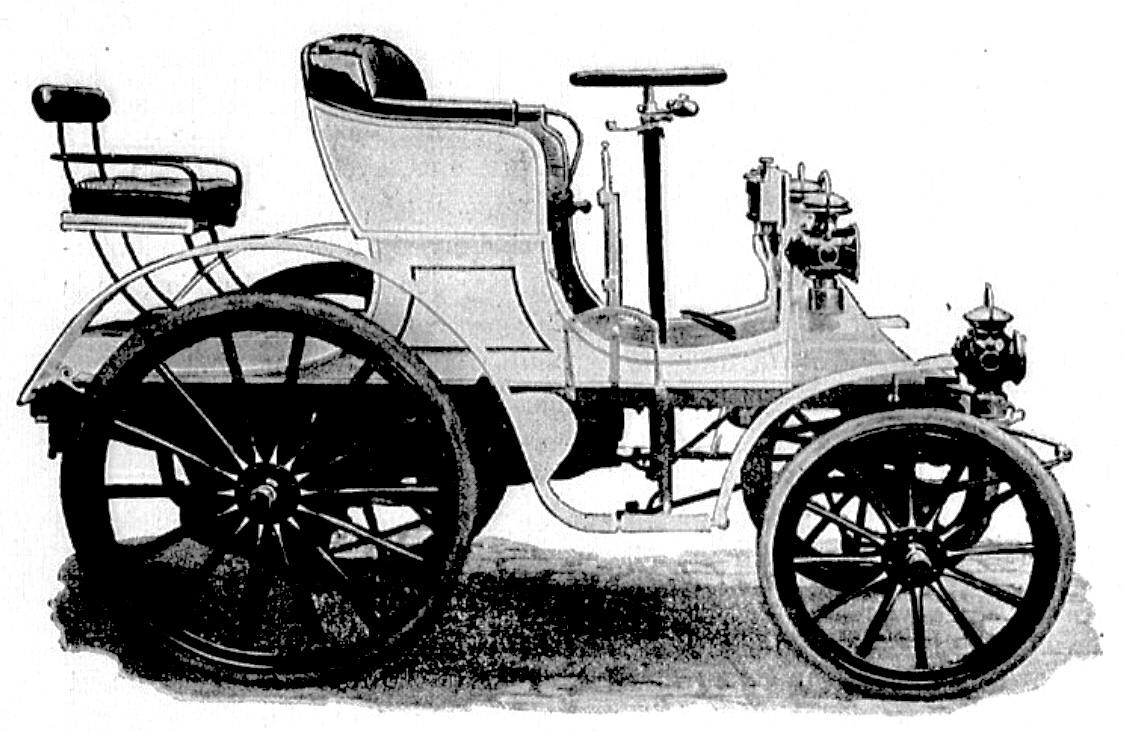
Penelle um 1900

Das einzige Modell ähnelte den damaligen Modellen von Benz. Für den Antrieb sorgte ein Zweizylindermotor von der Société Buchet mit 6 PS Leistung. Der Hubraum betrug 2035 cm³ oder 2770 cm³ mit entweder 90 mm oder 105 mm Bohrung bei jeweils 160 mm Hub. Die Motorhöchstdrehzahl lag bei 600/min. Das Fahrzeuggewicht lag zwischen 750 kg und 950 kg je nach Motor und Ausführung. Die erreichbare Geschwindigkeit lag bei 30 km/h.